# ادوارد الیور ویلر
ادوارد الیور ویلر (انگلیسی: Oliver Wheeler; ۱۸ آوریل ۱۸۹۰ – ۱۹ مارس ۱۹۶۲) ویلر یک نقشه بردار، کوهنورد و نظامی کانادایی بود. ویلر در اولین نقشه برداری توپوگرافی کوه اورست در سال ۱۹۲۱ شرکت کرد. او به عنوان سرتیپ ارتش بریتانیا در سال ۱۹۴۱ به عنوان نقشه بردار کل هند منصوب شد. او به خاطر کارهایی که در نقشه برداری هند انجام داده بود، لقب شوالیه گرفت. او یک کوهنورد ماهر بود و در سفر اکتشافی سال ۱۹۲۱ یکی از اعضای تیمی بود که به قله ۷۰۰۰ متری گردنه شمالی رسید.